# Klify w Joggins
Klify w Joggins – stanowisko paleontologiczne położone na klifie u zachodniego wybrzeża Nowej Szkocji (Kanada). Zawiera karbońskie skamieniałości dolnego i środkowego pensylwanu (odpowiednik westfalu A), mające około 315–310 milionów lat. Stanowisko zostało odkryte przez Johna Williama Dawsona, kiedy jako mały chłopiec zbierał na klifie skamieniałości. W 1842 roku Dawson odwiedził Joggins wraz z Charlesem Lyellem. Stanowisko w Joggins było także wzmiankowane jako jeden z dowodów na istnienie zjawiska ewolucji przez Charlesa Darwina w dziele „The Origin of Species by Means of Natural Selection” oraz wykorzystane w debacie oksfordzkiej w 1860 roku przez Thomasa Huxleya.
Stanowisko w Joggins zawiera skamieniałości organizmów lądowych, zamieszkujących bagniska węglotwórcze, oraz brakicznych, zachowanych w piaskowcach, mułowcach, łupkach węglistych, pomiędzy pokładami węgla kamiennego. Przede wszystkim rośliny naczyniowe: widłaki (Lepidodendron, Sigillaria, Stigmaria), kalamity, klinolisty oraz paprocie nasienne (Neuropteris, Alethopteris). Na powierzchniach ławic obecne są ślady poruszania się olbrzymich wijów Arthropleura. Najbardziej interesujący jest zespół zachowany wewnątrz pierwotnie pustych w środku pni sigilarii. Występują tam szkielety kręgowców: płazów (Dendrerpeton acadianum, Calligenethlon, Archerpeton) oraz jedne z najstarszych znanych gadów (Hylonomus lyelli, Asaphestera, Hylerpeton, Leiocephalikon, Ricnodon). Wewnątrz pni znaleziono również jedne z najstarszych ślimaków lądowych (Dendropupa i Zonites) oraz szczątki owadów z rodzaju Meganeura. Zespół skamieniałości brakicznych obejmuje małże Archanodon, małżoraczki, krewetki, mieczogony, pierścienice oraz ryby (rekiny, płaszczki, trzonopłetwe i kostnoszkieletowe).